# Çamardı Kulası
Le Çamardı Kulası est une race de petits chevaux de selle, originaire de la région du même nom, en Turquie. L'autre partie de son nom provient de sa couleur de robe. Parfois considéré comme une variété du poney d'Anatolie, il s'est probablement éteint en 2015.

## Histoire
Le Çamardı Kulası est peu connu et peu décrit. En effet, il ne figure ni dans le recensement des races de chevaux mené par l'université d'Uppsala, publié en août 2010 pour la FAO, ni dans la base de données DAD-IS., ni dans le guide Delachaux (2014). En revanche, le dictionnaire de CAB International (édition 2016) lui consacre un paragraphe.
La race tient son nom de sa région d'origine et de sa couleur de robe. En français, le turc Çamardı Kulası se traduit par « L'aubère de Çamardı », désignant une robe de base alezane modifiée par le gène Rouan.

## Description
D'après Orhan Yılmaz et son équipe, le Çamardı Kulası ressemble extérieurement à l'Akhal-Teké, en plus petit, plus trapu et plus solide de squelette. Il ne toise en effet que de 1,25 m à 1,30 m,. 
Il présente des paturons courts, des sabots noirs, une mâchoire et des dents particulièrement solides, lui permettant d'arracher l'écorce des arbres pour se nourrir en hiver,. Le dictionnaire de CAB International (édition 2016) le considère comme une variété de l'Anatolien.
La robe dominante est un isabelle, avec expression du gène Dun. Les marques blanches sont rares,.

## Diffusion de l'élevage

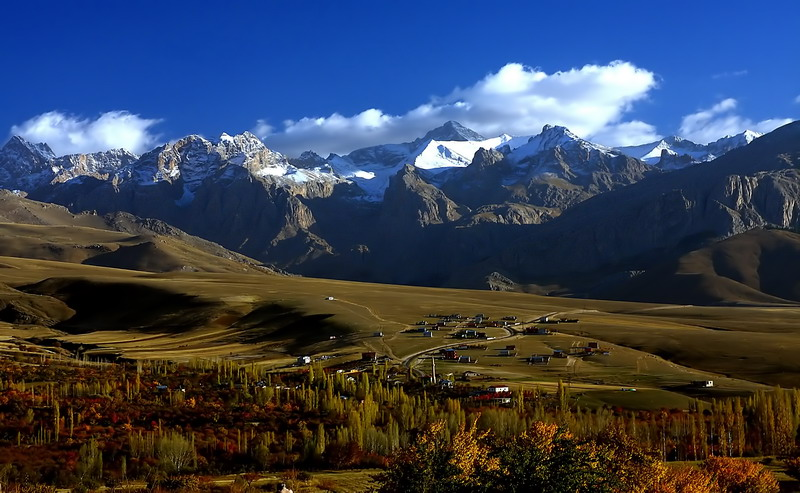
Biotope de la région de Çamardı.

La race était considérée comme probablement au bord de l’extinction en 2012. Elle est très locale, puisque propre à la région de Çamardı, dans la province de Niğde, au sud de l'Anatolie centrale et au pied des monts Taurus. En 2015, un habitant de la région, Mehmet Head, fait état de la disparition finale du Camardi Kulasi.